# Hans lille Dengse
Hans lille Dengse er en dansk stumfilm fra 1918, der er instrueret af Lau Lauritzen Sr. efter manuskript af Rigmor Holger-Madsen.

## Handling
Denne artikel mangler et handlingsreferat. Hjælp os med at skrive det.